# マリッツァ・ペレス
マリッツァ・ペレス・カルデナス（Maritza Perez Cardenas  1967年3月22日- ）はキューバ出身の柔道選手。

## 人物
1989年の世界選手権52kg級では準々決勝でイギリスのシャロン・レンドルに敗れるが、その後敗者復活戦を勝ち上がり3位となった。1991年の世界選手権では準決勝でまたもレンドルに指導で敗れるも、3位決定戦ではオランダのジェシカ・ガルを指導で破って2大会連続で3位となった。その直後に出場したパンアメリカン競技大会では優勝を飾った。しかし、1992年のバルセロナオリンピックには48kg級から階級を上げてきたレグナ・ベルデシアに国内予選で敗れて出場できなかった。

## 主な戦績
- 1986年 - ポーランド国際　3位
- 1986年 - パンナム選手権　2位
- 1987年 - パンアメリカン競技大会　3位
- 1988年 - パンナム選手権　優勝
- 1989年 - ブルガリア国際　優勝
- 1989年 - 世界選手権　3位
- 1990年 - パンナム選手権　優勝
- 1991年 - 世界選手権　3位
- 1991年 - パンアメリカン競技大会　優勝